# Sonda Huygens

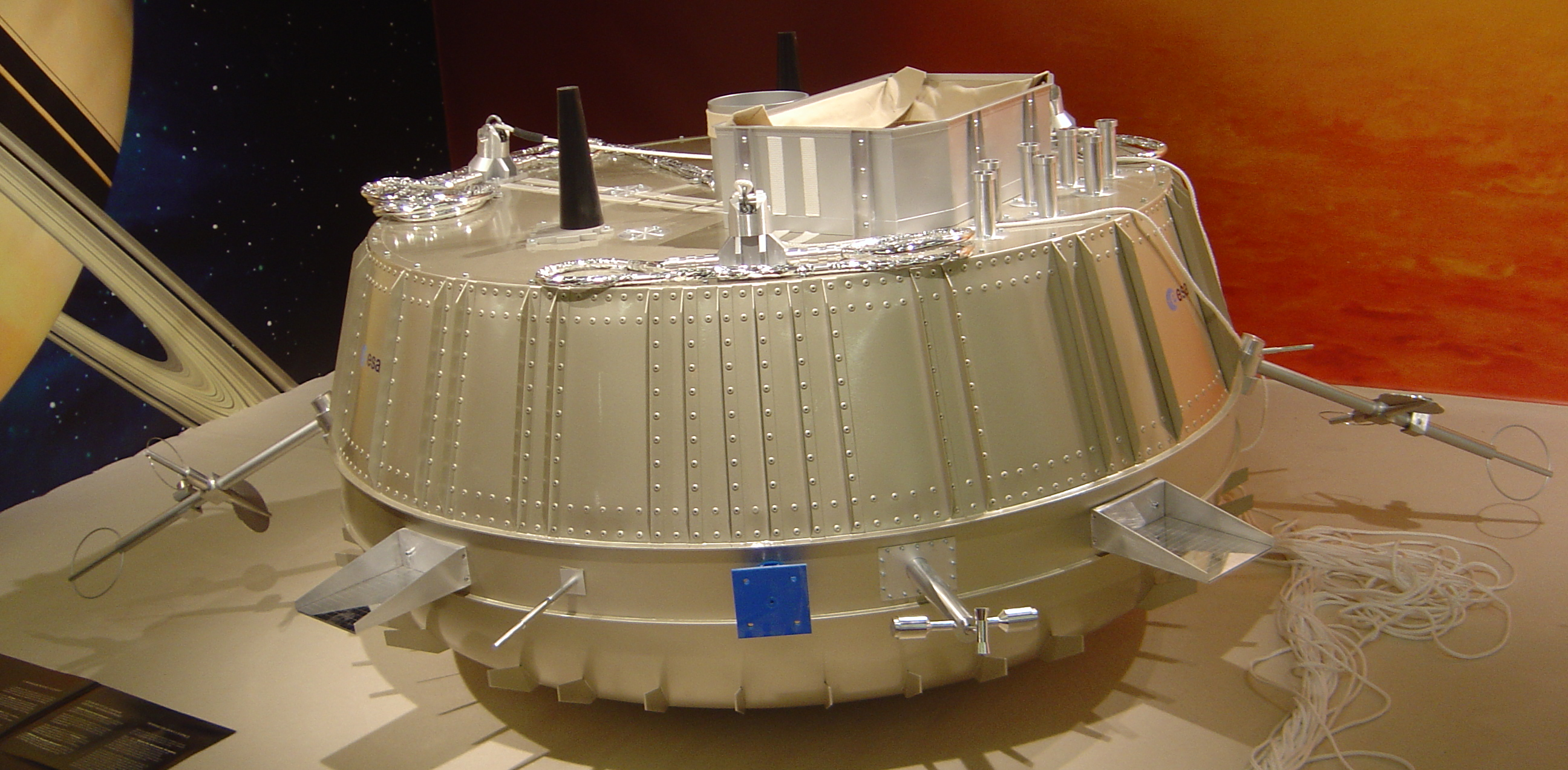
Réplica de la sonda Huygens expuesta en el Salón Europeo de la Investigación, junio de 2005.

La sonda Huygens, fabricada por la Agencia Espacial Europea (ESA) y llamada así por el astrónomo holandés del siglo XVII Christiaan Huygens (descubridor de la luna Titán del planeta Saturno), es una sonda de entrada a la atmósfera de Titán transportada como parte de la misión Cassini-Huygens. La nave espacial Cassini-Huygens fue lanzada desde la Tierra el 15 de octubre de 1997. Huygens se separó del orbitador Cassini el 25 de diciembre de 2004, y aterrizó en Titán el 14 de enero de 2005 cerca de la región de Xanadu.

## Descripción

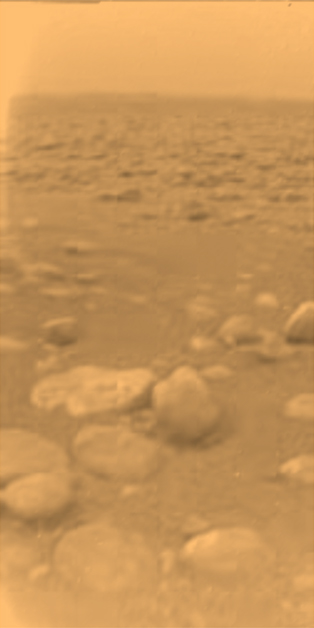
Imagen de la superficie de Titán captada por la sonda al aterrizar.

La sonda Huygens fue concebida para explorar las nubes, la atmósfera y la superficie de Titán, la mayor luna de Saturno penetrando en la atmósfera de Titán y, llevando un laboratorio robotizado a la superficie. Cuando se planeó la misión, se desconocía el tipo de superficie que Titán podía tener. En los meses previos al aterrizaje de la sonda se confiaba en que el análisis de los datos de Cassini ayudaría a responder esta cuestión. La mayor de las incertidumbres iniciales era saber si la sonda se posaría sobre terreno sólido o sobre la superficie de un lago o mar de hidrocarburos. 
Basándose en las imágenes tomadas por Cassini, a unos 1200 km de distancia de Titán, el sitio de aterrizaje aparentaba ser una costa. Asumiendo que el sitio de aterrizaje no sería sólido, la sonda Huygens fue diseñada para sobrevivir varios minutos al impacto con la superficie líquida y enviar información acerca de las condiciones encontradas. Se esperaba que fuese la primera vez que una sonda humana amerizase en un océano no terrestre. La sonda disponía tan sólo de unas tres horas de energía en sus baterías de las cuales una mayoría se gastaría durante el descenso. Los ingenieros esperaban obtener como máximo 30 minutos de datos desde la superficie.
La sonda Huygens consiste en la sonda en sí misma, que descendió sobre Titán, y el 'Equipo de Soporte de la Sonda' (PSE), que permanece anclado a la sonda orbital (Cassini). El PSE incluye la electrónica necesaria para seguir a la sonda, recuperar los datos adquiridos durante el descenso, y procesar y enviar los datos al orbitador, desde donde fueron transmitidos a tierra.
La sonda permaneció dormida durante el viaje interplanetario de 6,7 años, excepto por chequeos bianuales cuyos resultados se transmitían hasta la Tierra para su análisis por los expertos de sistemas y carga útil de la ESA.
Antes de la separación de la sonda del orbitador, el 25 de diciembre de 2004 se ejecutó un chequeo final de 'salud'. Un temporizador fue cargado con el período necesario para encender los sistemas de la sonda (15 minutos antes de su encuentro con la atmósfera de Titán) y entonces la sonda se desacopló del orbitador y navegó por el espacio hasta Titán durante 22 días, con los sistemas apagados excepto el temporizador para 'despertar'.

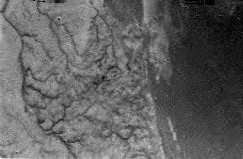
Imagen de la superficie de Titán tomada por la sonda a una altura de 16 km

La fase principal de la misión consistió en descenso en paracaídas a través de la atmósfera de Titán. Las baterías y todos los recursos fueron dimensionados para una duración estimada de 153 minutos, correspondientes a un tiempo de descenso máximo de 2,5 horas más 3 minutos adicionales (posiblemente media hora o más) en la superficie de Titán. En enlace de radio con la sonda fue activado al principio de la fase de descenso, y el orbitador escuchó a la sonda durante las siguientes 3 horas. Poco después del fin de esta ventana de comunicación de 3 horas, la Antena de Alta Ganancia (HGA) de Cassini fue reorientada de Titán hacia la Tierra.
Grandes telescopios de la Tierra estaban también escuchando la transmisión de 10 W de Huygens usando una técnica de 'interferometría de muy amplia base' y modo de apertura de síntesis. A las 11:25 CET del 14 de enero, el telescopio Robert C. Byrd Green Bank (GBT) en Virginia detectaba la señal portadora de la sonda. El GBT continuó detectando la señal mucho después de que Cassini dejase de escuchar. Además del GBT, otros ocho de los diez telescopios VLBA también estaban escuchando la señal de la Huygens.
La intensidad de la señal de Huygens recibida en la Tierra fue comparable a la de la sonda Galileo tal como fue recibida por la red Very Large Array.
Se esperaba que el análisis de desplazamiento Doppler de la señal según descendía en la atmósfera de Titán permitiría calcular la intensidad del viento y su dirección con cierta precisión. A través de la interferometría, la posición del punto de aterrizaje se determinó con precisión (En Titán 1 km por 1 km mide 1,3' de latitud y longitud en el ecuador) a partir de los datos Doppler, a una distancia de la Tierra de unos 1200 millones de kilómetros. Esto es una resolución angular de aproximadamente 170 segundos de arco. La sonda aterrizó sobre la superficie a 10.573°S, 192.335°O. Una técnica similar fue utilizada para determinar el punto de aterrizaje de los vehículos de exploración en Marte, analizando su telemetría.

## Investigación
El lugar de aterrizaje de la sonda Huygens, bautizado como Hubert Curien Memorial Station en memoria de Hubert Curien (primer presidente de la Agencia Espacial Europea),  se hallaba en una región conocida como Adiri —visible desde la sonda Cassini como una zona oscura. Análisis preliminares apuntaban a que dicho lugar era un océano líquido, aunque hoy se sabe que la sonda aterrizó en esa zona oscura y que en realidad es sólida, no existiendo tal océano.
Los instrumentos revelaron "una nube densa o una niebla gruesa aproximadamente a 18-20 km de la superficie", que es probablemente el fondo del metano que está sobre la superficie. Las fotografías han revelado un terreno esponjoso.
Huygens también ha captado sonidos durante más de dos horas y media en el satélite.
Conclusiones de los descubrimientos de Huygens tras aterrizar en Titán:
- Titán contiene océanos, lagos y ríos de metano líquido y éstos son alimentados por lluvias, también de metano líquido y fragmentos orgánicos.

Estas lluvias y evaporaciones de metano cubren el cuerpo celeste de una tenue niebla. Estas superficies de metano incluyen entre ellas islas y zonas de profundidad. El metano erosiona el paisaje como en la Tierra y luego se filtra.
- La superficie sólida de Titán es naranja, esponjosa, muy fría y con algunas rocas dispersas sobre ella. Se ha dicho que debe imaginarse como un desierto parecido al de Arizona. La superficie misma parece consistir en un material arcilloso; los científicos la compararon con yogur.

- Pudo haber algo parecido a actividad volcánica en el pasado, solo que en lugar de lava las erupciones habrían sido de hielo y amoníaco.

- En el cuerpo celeste se pueden detectar vientos que van en la dirección en la que rota el satélite, siendo en la superficie entre los 60 y 100 km/h de velocidad.

- El satélite se encuentra a una temperatura de -180 Cº.

- En Titán hay actividad geológica interna.

- En el satélite se pueden encontrar pedruscos de hielo.

## Instrumentación

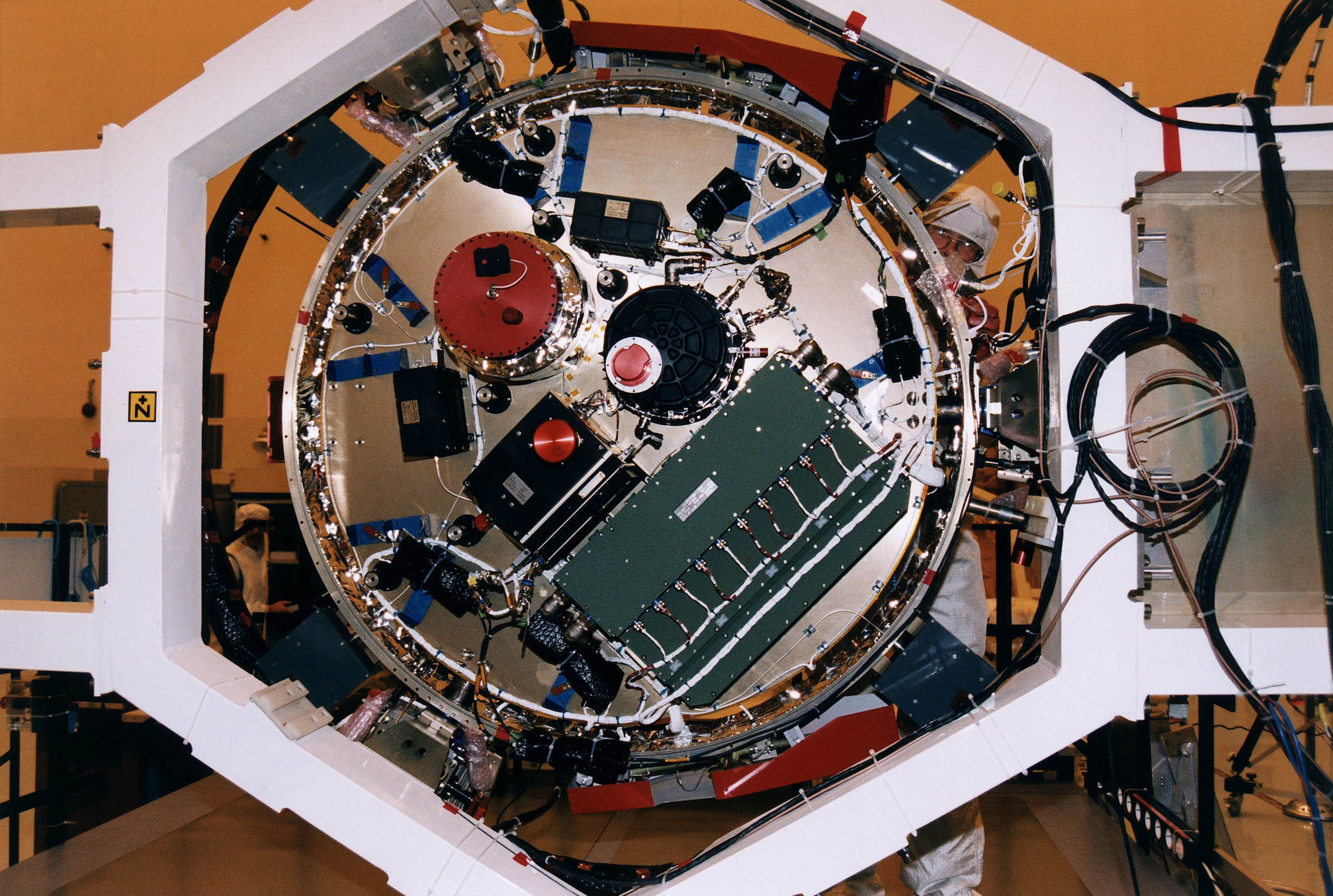
Un trabajador en la Instalación de Servicio de Carga Peligrosa (PHSF) se encuentra detrás del lado inferior de la plataforma experimental de Huygens.

La sonda Huygens tiene seis complejos instrumentos a bordo que tomaron un amplio rango de datos científicos después de que la sonda descendió en la atmósfera de Titán. Los seis instrumentos son:

### HuygensAtmospheric Structure Instrument (HASI)
Este instrumento contiene un conjunto de sensores que medirán las propiedades eléctricas y físicas de la atmósfera de Titan. Unos acelerómetros medirán las fuerzas experimentadas en los tres ejes durante el descenso a través de la atmósfera. Dado que se conocen las propiedades aerodinámicas de la sonda, será posible determinar la densidad de la atmósfera de Titán y detectar corrientes de aire. Si se aterriza en una superficie líquida, también se podrían medir el movimiento de la sonda debido a las olas. Sensores de presión y temperatura medirán las propiedades térmicas de la atmósfera. El componente de Permitividad y el Componente de Análisis de Onda medirán la conductividad de la atmósfera y buscarán actividad de ondas electromagnéticas. En la superficie de Titán, también se medirán la conductividad y la permitividad. El subsitema HASI también contiene un micrófono que grabará sonidos durante el descenso y aterrizaje. Si la misión Huygens tiene éxito, será la segunda vez en la historia (una nave Venera 13 fue la primera) que se graben sonidos de otro planeta.

### Doppler Wind Experiment (DWE)
Este experimento usa un ultra estable oscilador para mejorar la comunicación con la sonda dando una frecuencia muy estable a la portadora. El desplazamiento de la sonda debido a los vientos en la atmósfera de Titan producirá un desplazamiento doppler medible de la señal portadora. Desafortunadamente, los investigadores no recibieron los datos de este instrumento por causa de un error de programación que resultó en la pérdida de uno de los canales de datos. Este fallo también resultó en la pérdida de la mitad de las imágenes del descenso. Sin embargo, el análisis de las señales de 10 vatios recibidas en la tierra por una red mundial de radiotelescopios debe permitirnos deducir la mayor parte de la información que hubiera proveído el DWE. Las medidas comenzaron a 150 km sobre la superficie de Titán, donde fue volado Huygens hacia el este a más de 400 km/h, de acuerdo con las primeras mediciones de los vientos en altitud de 200 kilómetros, realizados en los últimos años con los telescopios. Entre 60 y 80 km, la Huygens fue azotada por la rápida fluctuación de los vientos, que se cree que son cizalladuras verticales del viento. A nivel del suelo, la de la Tierra basada en el efecto Doppler y mediciones basadas en el VLBI muestran vientos suaves de unos pocos metros por segundo, casi en línea con las expectativas.

### Descent Imager/Spectral Radiometer (DISR)
Este instrumento realizará observaciones espectrales usando diversos sensores. Midiendo el flujo de radiación hacia arriba y abajo, se medirá el balance de radiación (o el imbalance) de la gruesa atmósfera de Titán. Sensores solares medirán la intensidad de luz alrededor del Sol debido a la dispersión por aerosoles en la atmósfera. Esto permitirá el cálculo del tamaño y la densidad de las partículas en suspensión. Dos cámaras (una visible, otra infrarroja), observarán la superficie durante las últimas fases del descenso, y dado que la sonda girará lentamente, construirán un mosaico de fotografías alrededor del sitio de aterrizaje. También se tomarán imágenes laterales para obtener una vista horizontal del horizonte y el lado inferior de la capa de nubes. Para las medidas espectrales de la superficie, una lámpara que se encenderá brevemente antes del aterrizaje aumentará la débil luz solar.

### Gas Chromatograph Mass Spectrometer (GC/MS)
Este instrumento es un versátil analizador químico de gases diseñado para identificar y medir compuestos químicos en la atmósfera de Titán. Está equipado con muestreadores que se llenarán a una gran altitud para su análisis. El espectrómetro de masas construirá un modelo de las masas moleculares de cada gas, y una más potente separación de especies moleculares se logrará con el cromatrografo de gases. Durante el descenso, el GCMS analizará también productos de pirólisis (es decir, muestras alteradas por calentamiento) recolectadas por el Aerosol Collector Pyrolyser. Finalmente, el GCMS medirá la composición de la superficie de Titán si se da un aterrizaje seguro. Esta investigación es posible al calentar el GCMS justo antes del impacto para vaporizar el material de la superficie después del impacto. El GC / MS fue desarrollado por el Goddard Space Flight Center y la Universidad de Física Espacial de Michigan del Laboratorio de Investigación.

### Aerosol Collector and Pyrolyser (ACP)
Este experimento hará pasar partículas de aerosoles de la atmósfera a través de filtros, que después se calientan en hornos (el proceso de pirólisis para vaporizar los componentes volátiles y descomponer los materiales orgánicos complejos. Los productos se envián luego a través de una tubería al GCMS para su análisis. Existen dos filtros para recoger muestras a distintas altitudes. El ACP fue desarrollado por un (francés) equipo de la ESA en el Laboratoire Inter-Universitaire des Systèmes Atmosphériques (LISA).

### Surface-Science Package (SSP)
El SSP contiene diversos sensores diseñados para determinar las propiedades físicas de la superficie de Titán en el punto de impacto, sea la superficie líquida o sólida. Un sonar acústico, activado durante los últimos 100 m del descenso, medirá continuamente la distancia a la superficie, midiendo la velocidad de descenso y la rugosidad de la superficie (por ejemplo, debido a olas). Si la superficie es líquida, el sonar medirá la velocidad del sonido en el "océano" y posiblemente la estructura por debajo de la superficie (profundidad). Durante el descenso, las medidas de la velocidad del sonido darán información de la composición y temperatura de la atmósfera y un acelerómetro medirá con precisión el perfil de la deceleración durante el impacto, indicando la dureza y estructura de la superficie. Otro sensor medirá cualquier movimiento pendular durante el descenso e indicara la orientación de la sonda después del aterrizaje y mostrará cualquier movimiento debido a olas. Si la superficie es realmente líquida, otros sensores medirán su densidad, temperatura y reflexión a la luz, conductividad térmica, capacidad calorífica y permitividad eléctrica. Un instrumento de penetrómetro, que sobresalía 55 mm más allá de la parte inferior del módulo de descenso de la sonda Huygens, se utilizó el penetrómetro para crear un trazado cuando Huygens aterrizase en la superficie midiendo la fuerza ejercida sobre el instrumento por la superficie, como el instrumento se rompió con la superficie y fue empujado hacia abajo en el planeta por la fuerza de la sonda de aterrizaje propia. La huella muestra esta fuerza como una función del tiempo durante un período de alrededor de 400 ms. La traza tiene un pico inicial que sugiere que el instrumento golpeó a uno de los guijarros de hielo en la superficie fotografiada por la cámara DISR.
La SSP Huygens fue desarrollada por el Departamento de Ciencias Espaciales de la Universidad de Kent y el Rutherford Appleton Laboratory del Departamento de Ciencias del Espacio, bajo la dirección del Profesor John Zarnecki. La investigación SSP y la responsabilidad transferida a la Universidad Abierta cuando John Zarnecki transfirió en 2000.

## Diseño de la nave
Huygens fue construida bajo el contratista principal de Aérospatiale en su Centro Espacial de Cannes Mandelieu, Francia, ahora parte de Thales Alenia Space. El sistema de escudo de calor se construyó bajo la responsabilidad de Aérospatiale, cerca de Burdeos, ahora parte de EADS SPACE Transportation.

### Paracaídas
Martin-Baker Space Systems fue el responsable del paracaídas de la Huygens y los componentes estructurales, mecanismos y pirotécnicos que controlan el descenso de la sonda en Titán. IRVIN-GQ fue responsable de la definición de la estructura de los paracaídas de la Huygens.

## Diseño del aterrizador
Huygens se compone de dos partes: la sonda y el equipo de apoyo de la sonda (PSE). La sonda se compone de dos elementos, así: la aerocubierta, que protege a los instrumentos durante la entrada de alta velocidad en la atmósfera de Titán, y el módulo de descenso, que contiene la instrumentación científica. El módulo de descenso está encerrado en la aerocubierta. Estos elementos están unidos entre sí en tres puntos.
La aerocubierta se compone de dos partes: un escudo frontal y una cubierta trasera. El escudo frontal es de 79 kg, 2,75 m de diámetro, 60 grado medio-coni ángulo superficie esférica. Azulejos de "AQ60" material ablativo (un fieltro de resina fenólica reforzado por fibras de sílice) proporciona protección contra el calor de la entrada en la atmósfera de Titán. La estructura de apoyo es una fibra de carbono reforzada en forma de panal de abeja, también diseñada para proteger el módulo de descenso del calor generado durante la entrada. Los azulejos fueron unidos a la estructura de soporte mediante un adhesivo. Una suspensión de las esferas de sílice en el hueco de un elastómero de silicona (Prosial) fue rociado directamente sobre la estructura de aluminio de la superficie posterior del escudo para aislar aún más la superficie. La cubierta trasera, que experimenta calentamiento por lo menos durante la reentrada en la atmósfera, lleva varias capas de aislante para proteger la sonda durante la fase de crucero a Saturno y durante la fase de la costa. Un agujero en la cubierta para permitir la despresurización durante el lanzamiento y permite represurización durante la entrada. Se trata de un 11,4 kg con carcasa de aluminio endurecido protegido por una capa de 5 kg de Prosial. 
El módulo de descenso se compone de una cúpula hacia adelante y un después de cono que rodean a la plataforma de experimentación. Una completa plataforma superior del recinto. La cúpula hacia adelante y la plataforma superior contienen una variedad de puertos para permitir el acceso a los sensores de experimentar la atmósfera y para proporcionar un medio para el despliegue de los paracaídas. 
El PSE, aunque es una parte del sistema de la Huygens, permanece unida a la nave Cassini. Su propósito es apoyar la investigación y proveer de energía a la sonda antes de la separación y para proporcionar comunicaciones entre la sonda y el orbitador, tanto antes como después de la separación. Asimismo, establece el giro dado a la sonda durante el proceso de separación. 
Potencia de la sonda Huygens después de la separación cuenta con cinco baterías LiSO2 capaz de almacenar 1600 Wh de energía y puede proveer cerca de 250 W de potencia de la prevista de tres horas de operación de la sonda. Para el control térmico, la sonda de usos múltiples capas de aislamiento y de alrededor de 35 W de calentadores de radioisótopos. Una unidad de acondicionamiento de potencia de distribución (PCDU) se encarga de la distribución y conversión de energía orbital y la energía de la batería sonda para todos los experimentos y los subsistemas de la sonda. También proporciona armamento y funciones de disparo de las líneas de Pyro. Antes de la separación, toda la energía de la sonda es proporcionada por el orbitador Cassini. 
Sonda de eventos son controlados a través de software y hard-wired secuencias, incluyendo un triple-vigilia hasta redundante temporizador y un G-switch para detectar la desaceleración de la sonda por la atmósfera de Titán. Redundantes altímetros radar de medida de altitud de 20 km hacia abajo, cada transmisión de 60 mW de potencia a 15,4 o 15 GHz a través de una antena de 125 x 162 mm ranura plana.

## Un fallo crítico en el diseño
Largo tiempo después del lanzamiento, unos tenaces ingenieros descubrieron que el equipo de comunicación de la Cassini tenía un fallo crítico de diseño, que hubiese causado la pérdida de todos los datos transmitidos por la sonda Huygens.
Dado que Huygens es demasiado pequeña para transmitir directamente a la Tierra, está diseñada para transmitir por radio a la Cassini la telemetría obtenida durante el descenso, que a su vez la retransmite a la Tierra usando su antena principal de 4 m de diámetro. Algunos ingenieros, entre los que se puede mencionar a los empleados de la ESA en Darmstadt Claudio Sollazzo y Boris Smeds se sentían intranquilos sobre el hecho de que, en su opinión, esta característica no había sido probada antes del lanzamiento en condiciones realistas. Smeds logró, con ciertas dificultades, convencer a sus superiores para ejecutar tests adicionales mientras la Cassini estaba en vuelo. A principios del 2000, envió datos simulados de telemetría a varios grados de potencia y desplazamiento Doppler desde la Tierra a la Cassini. Sucedió que la Cassini fue incapaz de retransmitir los datos correctamente.
La razón: cuando Huygens desciende a Titán, acelera relativamente a la Cassini, causando que su señal se desplace debido al efecto Doppler. De esta manera, el hardware de Cassini fue diseñado para recibir en un rango de frecuencias desplazado. Sin embargo, el firmware no fue diseñado teniendo en cuenta que el efecto Doppler no sólo cambia la frecuencia portadora, sino también el tiempo de los bits, codificados a 8192 bits por segundo, y esto no era tenido en cuenta por la programación del módulo.
Reprogramar el firmware era imposible y como solución la trayectoria tuvo que ser cambiada. Huygens se separó un mes después (diciembre de 2004 en vez de noviembre) y se aproximó a Titán en un rumbo tal que sus transmisiones viajan perpendicularmente a su dirección de movimiento respecto a la Cassini', reduciendo ampliamente el desplazamiento Doppler.
El cambio de trayectoria anuló el fallo de diseño y la transmisión se realizó con éxito.